# Sexköpare
| Sexköpare |
| --- |
| - Betydelse – köpare av sexuell tjänst - Omfattning – samlag eller annat sexuellt umgänge - Laglighet – förbjudet i länder med den svenska modellen, tillåtet i bl.a. Latinamerika och Centraleuropa samt delar av Afrika, Asien och Oceanien |

En sexköpare (i politisk argumentation även kallad könsköpare) är en person som köper sexuella tjänster, till exempel av en sexsäljare. Ett vanligt nedsättande ord för en manlig sexköpare är torsk.
Det finns en stor kulturell skillnad i synen på sexköp. Inom vissa kulturer och platser är aktiviteten av sexualmoraliska eller religiösa skäl strikt tabubelagd, och inom andra väcker den inte mycket större uppmärksamhet än andra engångshändelser av sexuella möten. Det finns också en stor skillnad i olika personliga uppfattningar mellan olika individer, och frågan är flitigt diskuterad inom och utom olika feministiska och jämställdhetspolitiska sammanhang.

## Laglighet
Köp av sexuella tjänster är lagliga i ett flertal länder. Detta inkluderar större delen av Nord- och Sydamerika (utom de flesta stater i USA), Europa och delar av Asien och Oceanien.
I många länder ses fysiska sexuella tjänster åtskilt från virtuella tjänster eller sexuella handlingar via ett massmedium. Således är exempelvis pornografi (sexuell underhållning främst konsumerad för att ge sexuell upphetsning) laglig i många länder där prostitution och/eller sexköp är olagligt. Detta gäller exempelvis i Sverige, där det dock finns planer 2025 på att även inkludera köp av virtuella sexuella "föreställningar" via webbkamera som olagligt köp av sexuell handling.

### Sverige
Köp av sexuell tjänst förbjöds i Sverige den 1 januari 1999, då sexköpslagen trädde i kraft. I Sverige definieras en sexuell tjänst som tillhandahållande av samlag eller annat sexuellt umgänge. Det syftar på sexuella handlingar via kroppskontakt och exkluderar nakenposering, nakenbilder, filmer eller webbkameramodellande. Det sistnämnda är en form av virtuell prostitution, en verksamhet som därför inte omfattas av den svenska lagen. Inte heller hantering eller konsumtion av pornografi är då olaglig (om det inte bryter mot någon annan lagparagraf), eftersom det inte inkluderar direkt kontakt mellan producent och slutkund.
Debattklimatet i ämnet är polariserat i Sverige, där exempelvis forskare om sexhandel ibland kan bli betraktade som "hallickar" eller sexhandelsförespråkare.
Däremot är köp av erotisk massage enligt den svenska lagstiftningen olaglig. Det är oklart om yonimassage – den syftar bland annat till att häva vestibulit – eller nurumassage är tillåtet att köpa i Sverige.

## Kulturell status och identitet
Det förekommer gott om åsikter om sexköp i bland annat populärkulturen, där prostituerade/sexarbetare regelmässigt utmålas som offer. De ses inte sällan som missbrukare och traumatiserade, och sexköpare ses i allmänhet som våldsamma och maktsökande män. Däremot anses ofta (bland annat i Sverige) manliga sexsäljare inte lika utsatta som kvinnor.
Forskning har visat att många av dem som säljer sexuella tjänster sig gör det av andra anledningar än självskadebeteende, och att de flesta som köper sexuella tjänster ser det som ett bekvämt sätt att nå sexuell tillfredsställelse. En annan spridd åsikt är att äldre outbildade män dominerar bland dem som köper sex. Svensk forskning från 2024 visar istället att sexköpare återfinns i alla samhällsklasser och ofta tillhör den yngre halvan av den manliga befolkningen.

## Varianter av sexköpare
Olika orsaker kan finnas till att köpa sex. I exempelvis Sverige ses sexköp ofta som en "mansfråga", som att (manliga) sexköpare är präglade av en destruktiv manlighetsnorm och inte förstår den skada deras handlingar innebär.
En australisk undersökning från 2004 identifierade tre olika huvudsakliga orsaker till att vilja köpa sex: lätthet, engagemang och upphetsning. I Australien är sexköp oftast laligt, och sexköparna skiljer inte ut sig från (den manliga) befolkningen i övrigt. Däremot motiverades de, enligt undersökningen, av möjligheten att få till ett sexuellt möte, behovet av att umgås intimt med någon och av att nå sexuell tillfredsställelse.
Den kanadensiske serieskaparen Chester Brown, som skrivit öppet om sig själv som sexköpare, har efter samtal kommit att beskriva fyra olika typer av manliga sexköpare. Dessa är:
- män i romantiska relationer som ändå, av olika orsaker, vill ha sex med en sexarbetare
- män som träffar sexarbetare mellan deras romantiska relationer
- män (inklusive Brown själv) som inte söker romantiska relationer och föredrar den "enklare" och mindre emotionellt styrda sexuella kontakten med en sexarbetare
- män som inte lyckas inleda romantiska relationer och därför söker upp sexarbetare

Kvinnliga sexköpare anses vara betydligt färre. Forskningen har där ofta fokuserat på kvinnor som letar efter en romantisk relation, men det finns även mer "manligt" kodade kvinnliga sexköpare.

### Allmänna källor
- Pitts et al, Marian K.; Smith, Anthony M. A.; Grierson, Jeffrey; O'Brien, Mary; Misson, Sebastian (2004). ”Who Pays for Sex and Why? An Analysis of Social and Motivational Factors Associated with Male Clients of Sex Workers” (på engelska). Archives of Sexual Behavior 33 (4):  sid. 353–358. doi:10.1023/B:ASEB.0000028888.48796.4f. ISSN 0004-0002. http://link.springer.com/10.1023/B:ASEB.0000028888.48796.4f. Läst 5 maj 2025.
- Grina & Strömerstén, Pontus & Louise (2017). Prostitution - vad är inte problemet? En diskursanalys av svensk prostitutionspolicy. Lunds universitet, Socialhögskolan. https://lup.lub.lu.se/luur/download?func=downloadFile&recordOId=8937585&fileOId=8937586. Läst 6 maj 2025